# Підлісний Мукарів
Підлі́сний Мукарів — село в Україні, у Кам'янець-Подільському районі Хмельницької області. Входить до складу Новодунаєвецької селищної територіальної громади.

## Географія
Подільське село Підлісний Мукарів розкинулось на подільській височині в південно-західній частині України, за 53 кілометра від Кам'янця-Подільського, на захід від села розташоване село Пільний Мукарів. Поблизу села річка Безіменна впадає у річку Студеницю. На відстані 9 кілометрів від центру села проходить автошлях національного значення Н03 Житомир — Чернівці. Неоготичний костел Йосипа Обручника — знаходиться майже в кінці села на південній околиці.

### Клімат
Підлісний Мукарів знаходяться в межах вологого континентального клімату із теплим літом, але діяльність людини призводить до поганих змін та глобального потепління. Рівень наповнення річок водою в області становить лише 20 % від необхідного стандарту.

## Історія

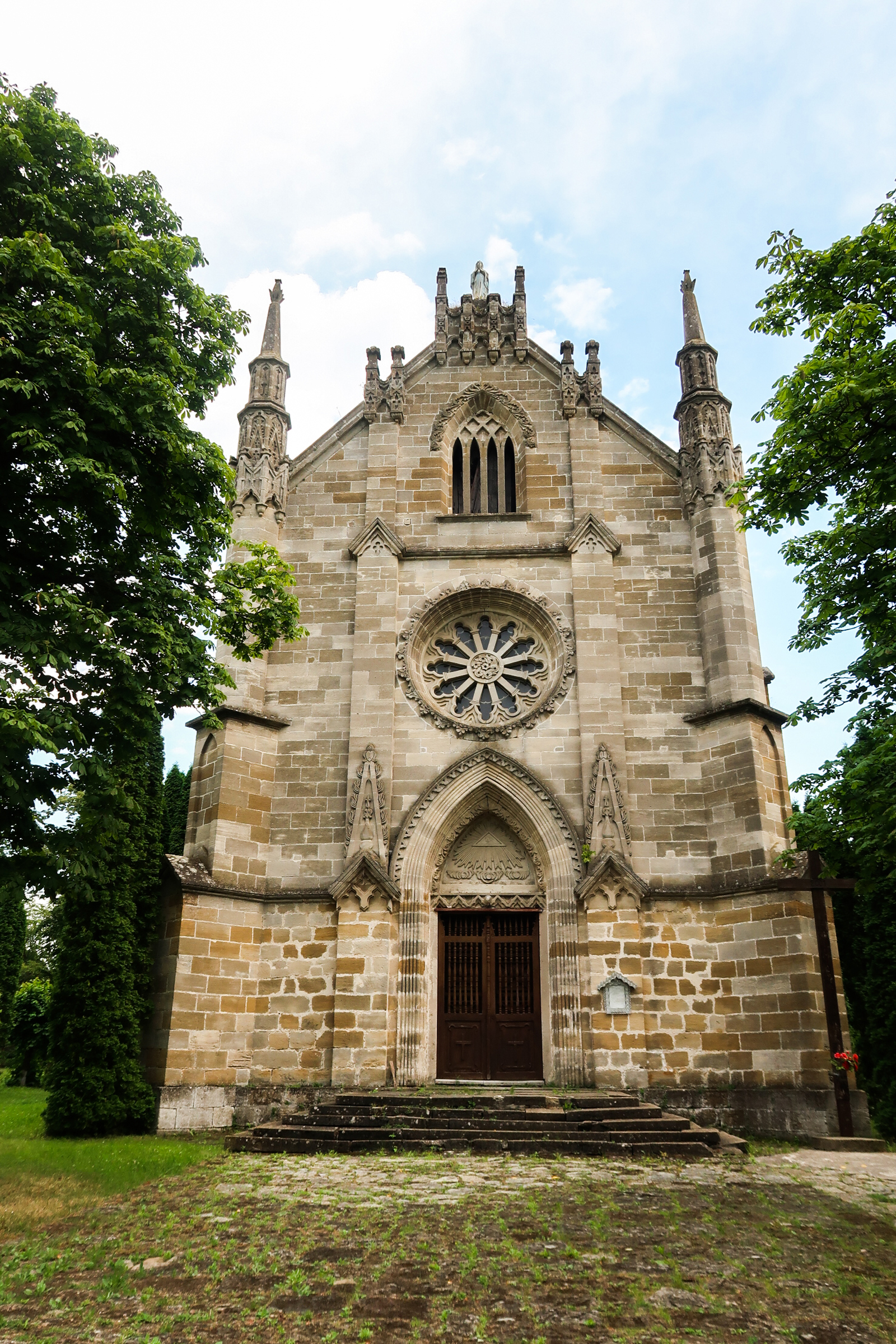
Костел Святого Йосипа Обручника Пресвятої Діви Марії

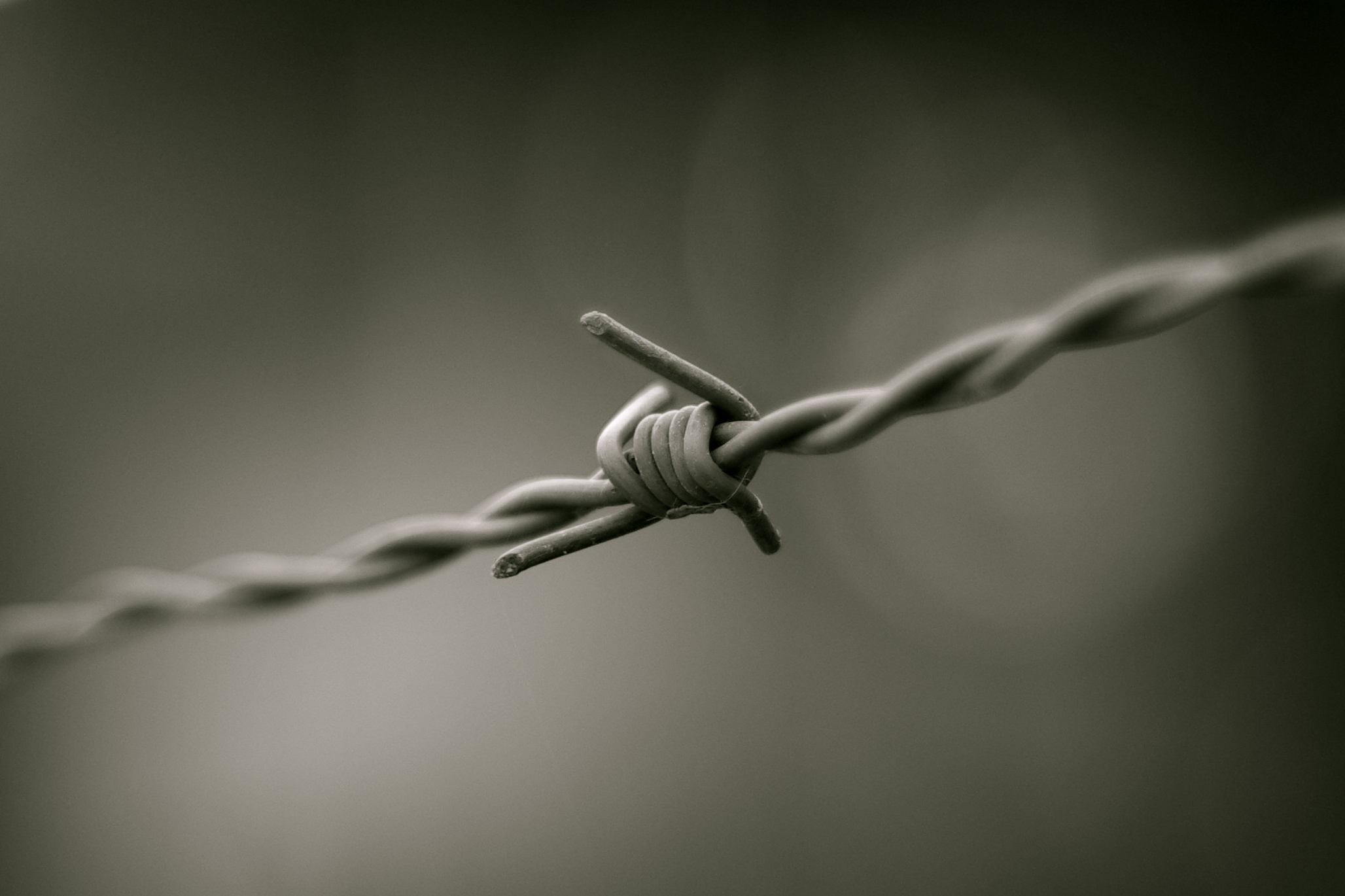
[http://www.reabit.org.ua/nbr/?st=3®ion=&ss=Рудківці&logic=or&f1_type=begins&f1_str=&f2_type=begins&f2_str=&f3_type=begins&f3_str=&f4_from=&f4_till=&f7%5B%5D=all&f14%5B%5D=all#list Національний банк репресованих

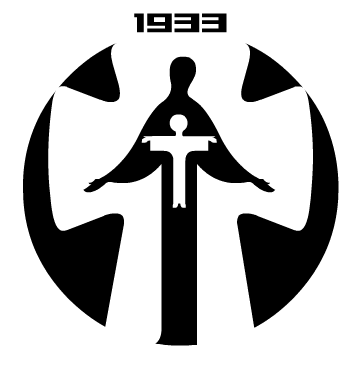
[https://victimsholodomor.org.ua/khmelnytsky/easytable/25-peoples-new.html?start=300 Список жертв Голодомору, Хмельницька область

В селі наявні сліди трипільського поселення, відомі знахідки бронзових наконечників стріл скіфського часу.
Його назва зустрічається в історичних документах вже на початку XV століття. Це були королівські землі, які спочатку входили до Барського староства, а згодом, 1665 року, увійшли до складу окремого Мукарівського староства, до якого входили 7 сіл, i яке давалося в довгострокову оренду на привілейованих умовах різним особам.
Римо-католицька парафія в Мукарові виникла ще в XVI столітті. У 1613 році тут спорудили перший дерев'яний костел. Спонсором будівництва вступив місцевий власник подільський підсудок Андрій Гурський, а король Сигізмунд ІІІ подарував йому привілеї. Храм був дерев'яним, в часи Міхала Корибута Вишневецького, в другій половині XVII століття цілковито знищений підчас турецького панування на Поділлі. Після 27-річної турецької окупації в селі аж до початку ХХ століття вирощували якісний турецький тютюн.
В 1760 році Мукарові звели новий костел, теж з дерева, простояв практично століття.
Наприкінці XVIII століття володаркою Мукарівського староства була дружина відомого французького авантюриста того часу принца Шарля де Нассау-Зігена Кароліна Гоздська. Після її смерті в 1804 році та смерті принца Нассау в 1808 році, далі Мукарівське староство було передано в оренду на 12 років (1818—1830) Павлу Бутягіну, секретарю посольства у Франції Російської імперії, який був одружений з прийомною дочкою принца Нассау-Зігена і Кароліни Гоздської — Єлизаветою Іванівною. Вона одержала блискучу освіту в Парижі, в салоні відомої французької виховательки пані Кампан і була більш відома в тамтешніх колах під іменем Фолос.
Впродовж 1830—1842 років Мукарівське староство було у власності Кам'янець-Подільського кафедрального собору.
В 1859 році почали будувати храм в стилі пізньої неоготики за кошти парафіян. Ініціатором будівництва став священик Базилій Шах (Szach). У 1886 році костел був освячений на честь святого Йосипа.
Селяни були звільнені від кріпосного права в 1861 році. На честь цієї події в багатьох селах Поділля на в'їздах встановлювали пам'ятні фігури, такі збереглись в селах: Нігин, Черче. Ця традиція помаленьку відновлюється, встановлюються статуї Божої Матері чи інші фігури.
1863 року селяни втрачають можливість користуватись рідною мовою, видано таємне розпорядження — Валуєвський циркуляр, що наказував призупинити видання значної частини книг, написаних українською мовою, а згодом доповнено Емським указом.
Внаслідок поразки визвольних змагань на початку XX століття, село надовго окуповане російсько-більшовицькими загарбниками.
Радянська окупація принесла колективізацію та розкуркулення, мешканці села зазнали репресій. Багатьох частинах Поділля відбувались масові селянські повстання, проти радянської влади.
В 1932–1933 селяни села пережили сталінський голодомор.
Роки Великого терору 1936-1937 вбито осіб різних національностей і професій, багато людей було виселлено як сім'ї «ворогів народу».
Після завершення Другої світової війни у 1946—1947 роках мешканці села вчергове пережили голод.
В радянський період Підлісному Мукарові знаходилась центральна садиба рослинницько-тваринницького колгоспу, за яким було закріплено 1,8 тисячі гектар орної землі. Колгосп мав піщаний кар'єр, млин та пилораму.
З 1991 року в складі незалежної України.
13 серпня 2015 року шляхом об'єднання сільських рад, село увійшло до складу Новодунаєвецької селищної громади. Об'єднання в громаду має створити умови для формування ефективної і відповідальної місцевої влади, яка зможе забезпечити комфортне та безпечне середовище для проживання людей.
17 липня 2020 року, в результаті адміністративно-територіальної реформи та ліквідації Дунаєвецького району, село увійшло до складу Кам'янець-Подільського району.

## Населення
За переписом населення України 2001 року в селі мешкало 921 особа.
Згідно перепису 2015 року селі проживало 876 осіб, населення села скоротилось на 4,89 % порівняно зі 2001 роком.

### Мова
У селі поширені західноподільська говірка та південноподільська говірка, що відносяться до подільського говору, який належить до південно-західного наріччя.
Розподіл населення за рідною мовою за даними перепису 2001 року:
| Мова       | Відсоток |
| ---------- | -------- |
| українська | 99,03 %  |
| румунська  | 0,54 %   |
| російська  | 0,43 %   |

## Пам'ятки архітектури

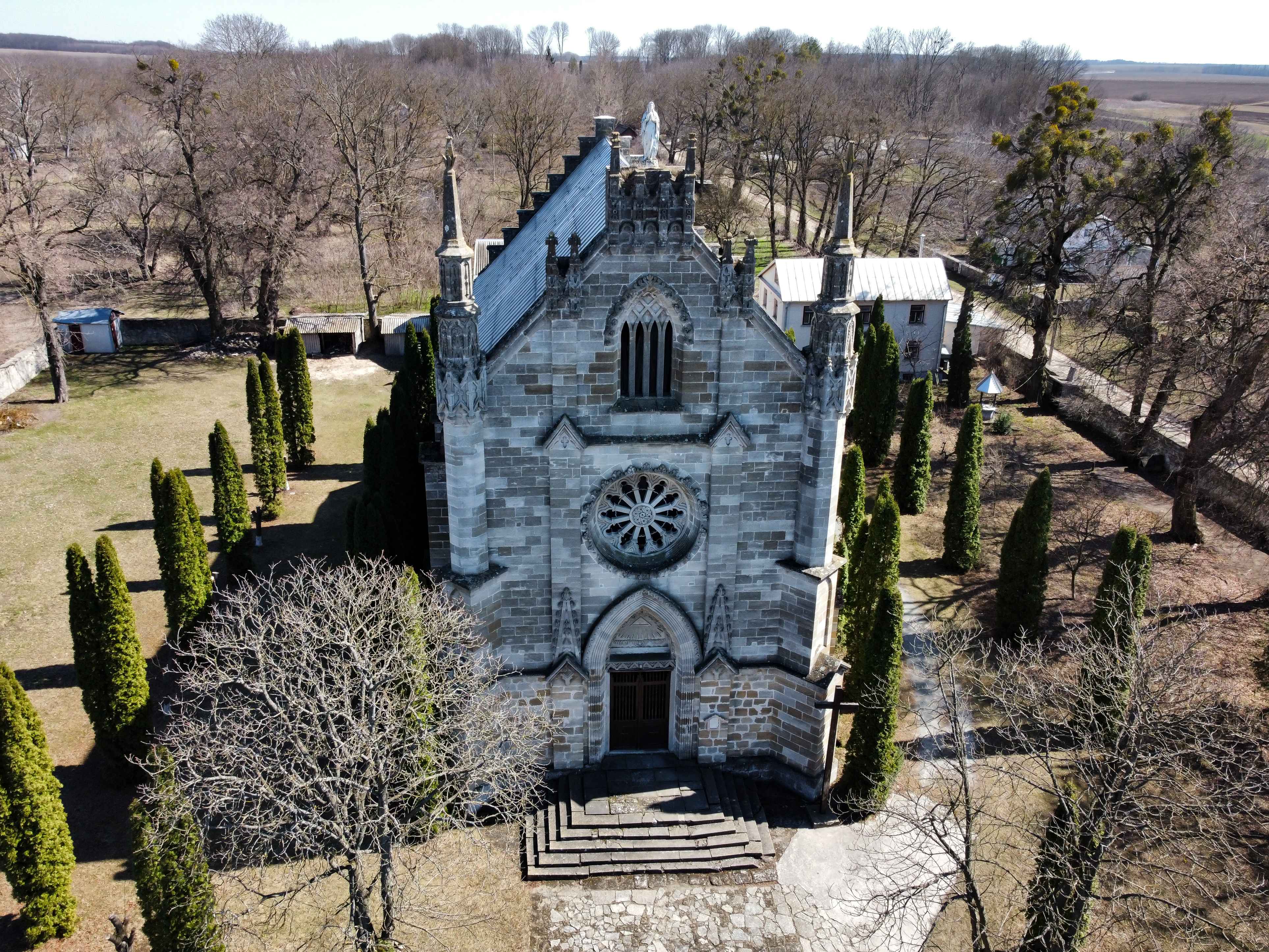
Костел Святого Йосипа Обручника

- Храм святого Йосипа Обручника — мурований римо-католицький костел, споруджений на кошти парафіян протягом 1859—1872 років, в стилі пізньої неоготики. Костел має багато типових атрибутів готики — вікно-троянду, фіали з хрестоцвітами, вімперги. Ініціатором будівництва був священник Базилій Шах (Szach), а освятив костел в 1886 році єпископ Луцько-Житомирський Кирило Любовидзький. На початку XX століття у Підлісному Мукарові було понад 400 парафіян. 1933 року храм закрили, проте, відкрили його на часі німецької окупації, у 1941 році. Повторно закрили святиню у 1962 році, в споруді зробили сільський музей. Віруючим споруду повернули у 1989 році. У 1992 році храм освятив єпископ Ян Ольшанський, у ньому зробили ремонт.[5] Чехословацька фірма «Рігер Клос» за сприяння органіста Львівського органного залу Віталія Півнова провела реконструкцію органу. Львів'яни Стефан Адамський і колеги виготовили вівтар, сповідниці і рами Хресної дороги (її станції прибули з Литви). Було також споруджено парафіяльний і катехитичний будинок. Станом на 2022 рік храмом користується небагаточисленна римо-католицька громада Підлісного Мукарова і навколишніх сіл. Ксьондзу важко підтримувати костел в належному стані, костел потребує матеріальної допомоги.[6]

Зі статті «Музика, що застигла в камені» Сергія Феодосьєва про костел:
| | \| «В цей перiод в багатьох європейських країнах, зокрема Нiмеччинi, Австрiї та Англiї, особливо сильного розвитку набув напрямок так званої суворої готики, який ми спостерiгаємо i який яскраво проявляється в Пiдлiсно-Мукарiвському костелi. Основним, найхарактернiшим для цього стилю, матерiалом був тесаний камiнь, що використовувався не лише для створення самої будiвлi, але й для її декорацiї. (Робота старих майстрiв-подолян, що збудували костел в Пiдлiсному Мукаровi не може не дивувати. Вона просто вiртуозна i сьогоднi для будь-кого може послужити еталоном чи свого роду наочним пiдручником з мулярської справи). У витягнутi по висотi вiкна вставлялося рiзнокольорове скло, скрiплене вузькими свинцевими смугами. Його вiдтiнки породжували в iнтер’єрi рiзноманiтнiсть свiтлових ефектiв i створювали таємничу атмосферу. В готицi велика увага з точки зору художньої виразностi придiлялася захiдним фасадам, якi, як правило, мали двi вежi. Головними елементами композицiї фасаду служили портали, якi мали багате оздоблення, а також кругле вiкно (чи вiкна) над ними, що називалося розою. Завдяки багатоярусному подiлу поверхнi стiни i використанню великої кiлькостi рiзноманiтних скульптурних прикрас, вся площа фасаду перетворювалася в камiнне мереживо. Всi цi елементи присутнi в Пiдлiсно-Мукарiвському костелi». \| |
| «В цей перiод в багатьох європейських країнах, зокрема Нiмеччинi, Австрiї та Англiї, особливо сильного розвитку набув напрямок так званої суворої готики, який ми спостерiгаємо i який яскраво проявляється в Пiдлiсно-Мукарiвському костелi. Основним, найхарактернiшим для цього стилю, матерiалом був тесаний камiнь, що використовувався не лише для створення самої будiвлi, але й для її декорацiї. (Робота старих майстрiв-подолян, що збудували костел в Пiдлiсному Мукаровi не може не дивувати. Вона просто вiртуозна i сьогоднi для будь-кого може послужити еталоном чи свого роду наочним пiдручником з мулярської справи). У витягнутi по висотi вiкна вставлялося рiзнокольорове скло, скрiплене вузькими свинцевими смугами. Його вiдтiнки породжували в iнтер’єрi рiзноманiтнiсть свiтлових ефектiв i створювали таємничу атмосферу. В готицi велика увага з точки зору художньої виразностi придiлялася захiдним фасадам, якi, як правило, мали двi вежi. Головними елементами композицiї фасаду служили портали, якi мали багате оздоблення, а також кругле вiкно (чи вiкна) над ними, що називалося розою. Завдяки багатоярусному подiлу поверхнi стiни i використанню великої кiлькостi рiзноманiтних скульптурних прикрас, вся площа фасаду перетворювалася в камiнне мереживо. Всi цi елементи присутнi в Пiдлiсно-Мукарiвському костелi». | |

## Відомі люди

### Народилися
- Кшановський Станіслав Адольфович — український радянський доктор медичних наук, професор, фтизіатр-пульманолог. Учасник німецько-радянської війни.

### Проживали, перебували
- Півнов Віталій Миколайович — український органіст і органний майстер. Як консультант і органний майстер допомагав по встановленню та відновленню органу в селі Підлісний Мукарів.
- Базилій Шах — священик, ініціатор будівництва костелу в стилі пізньої неоготики.

## Світлини

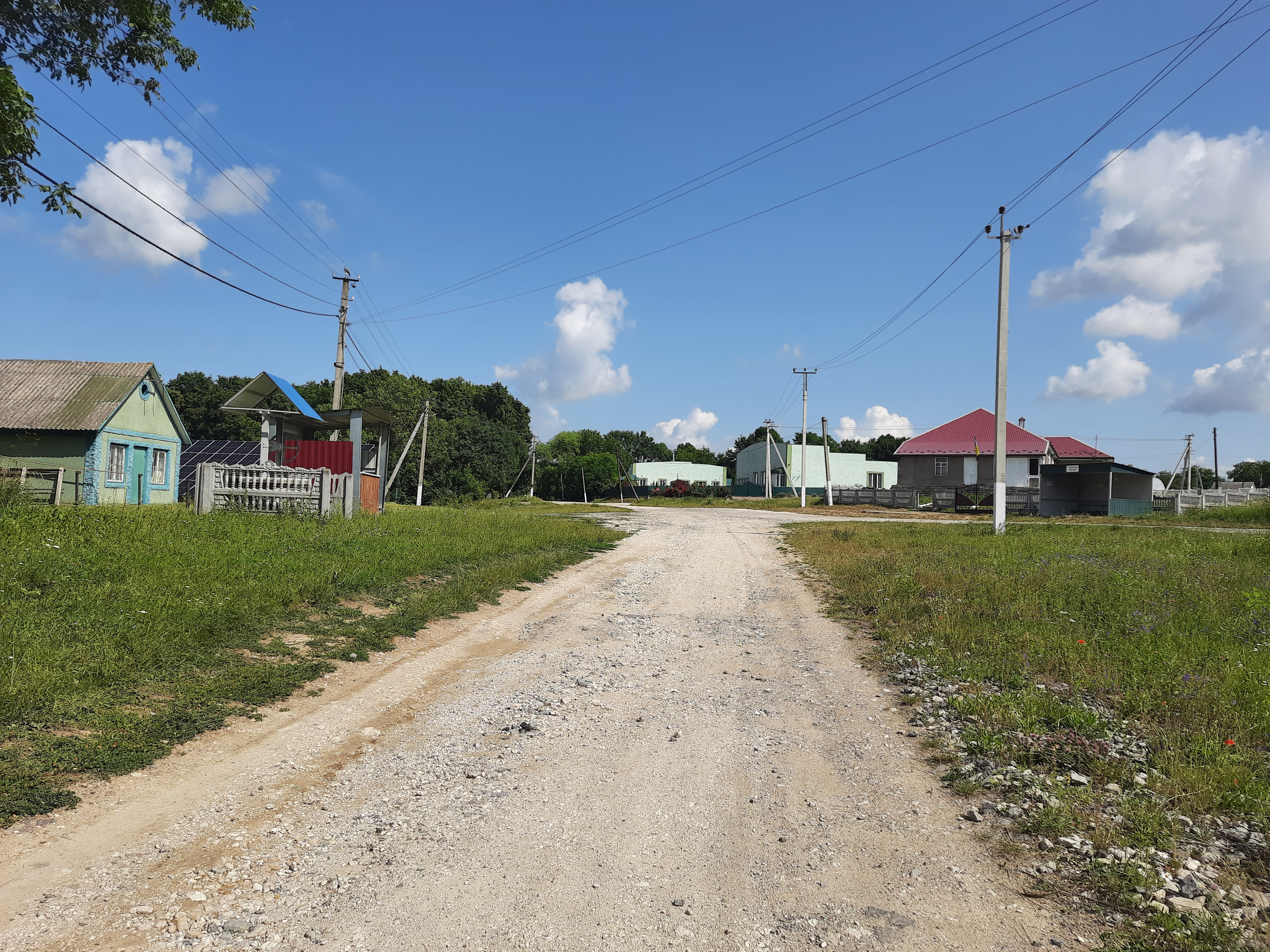
Центральна вулиця
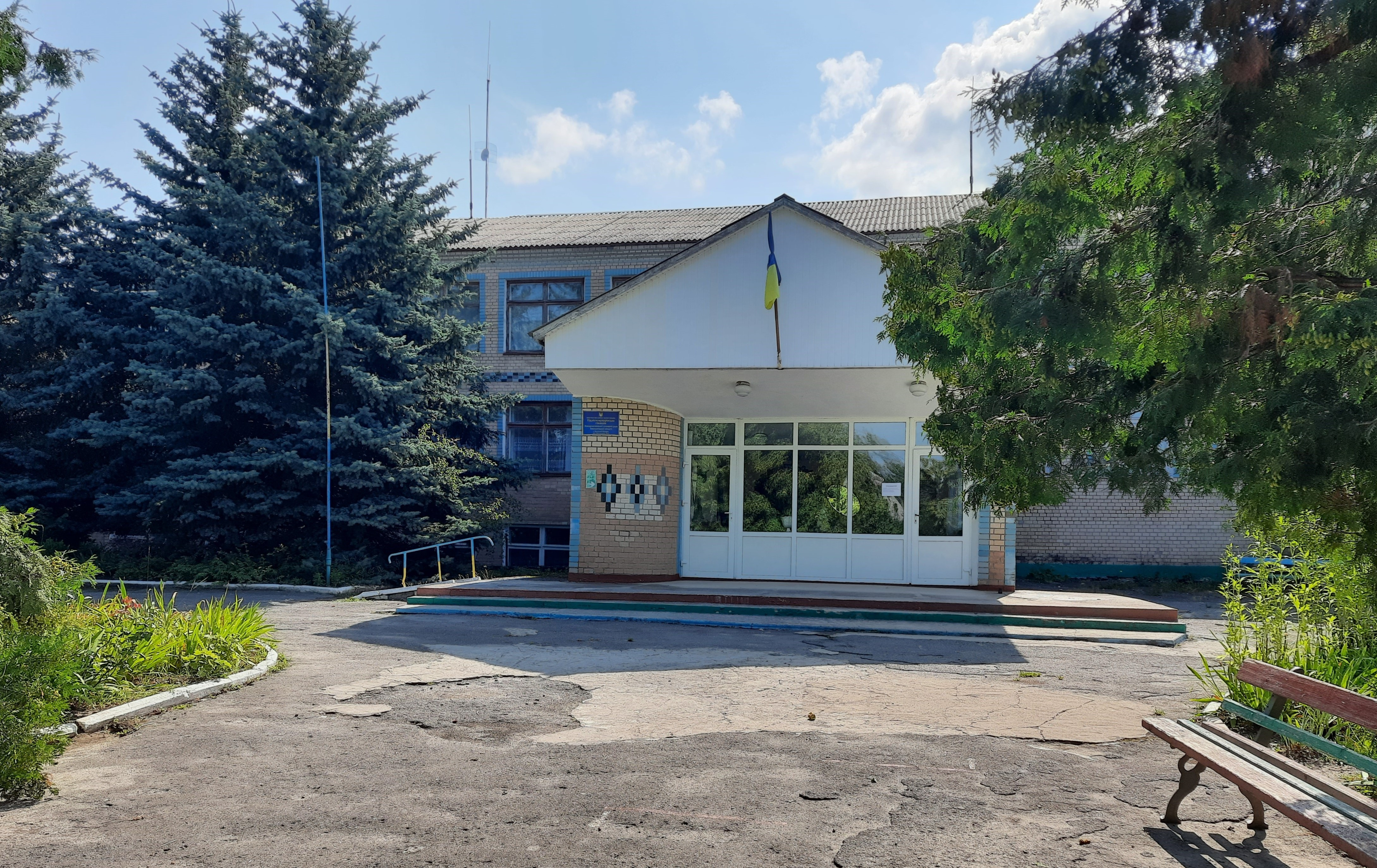
Школа
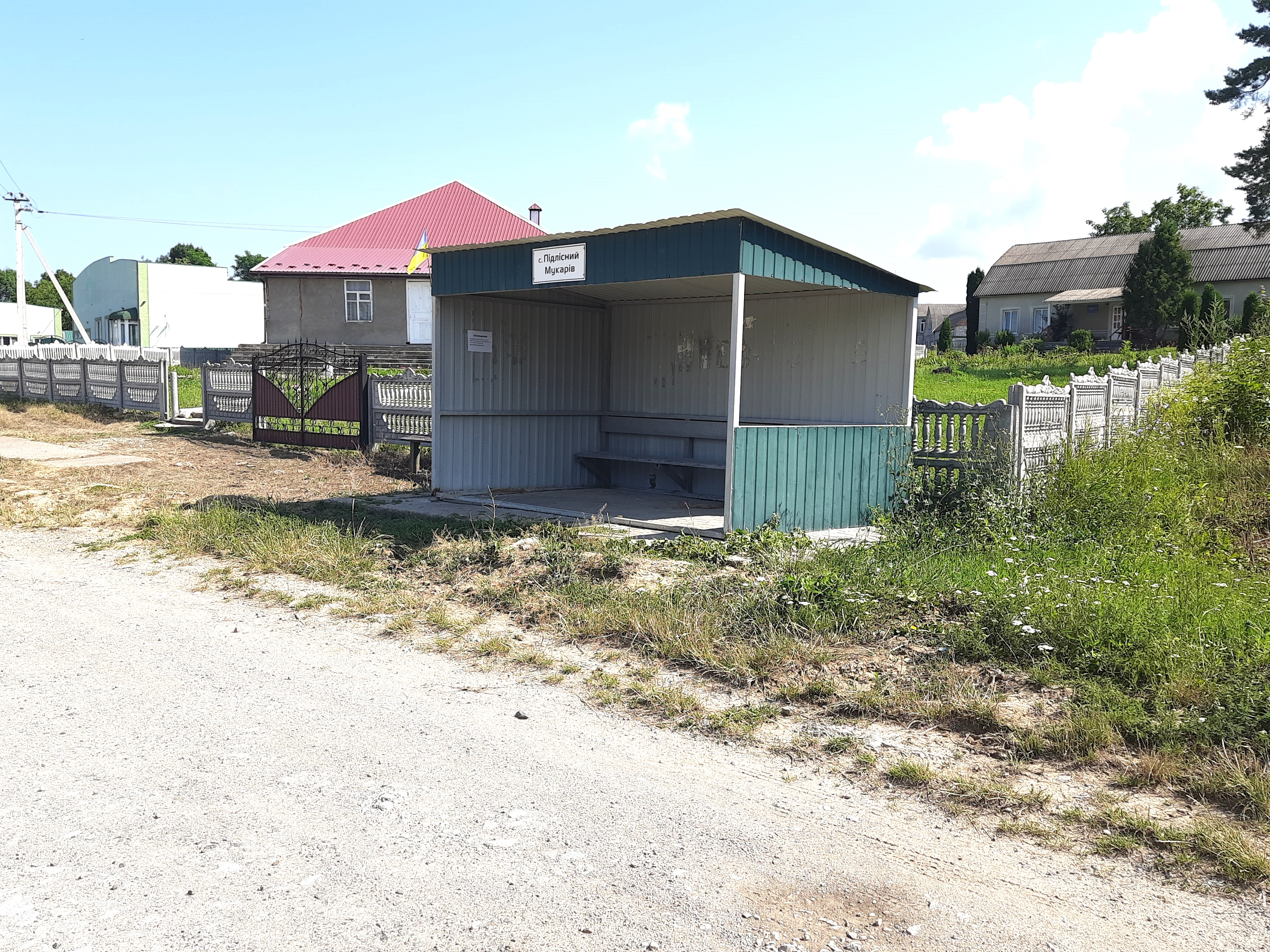
Автобусна зупинка
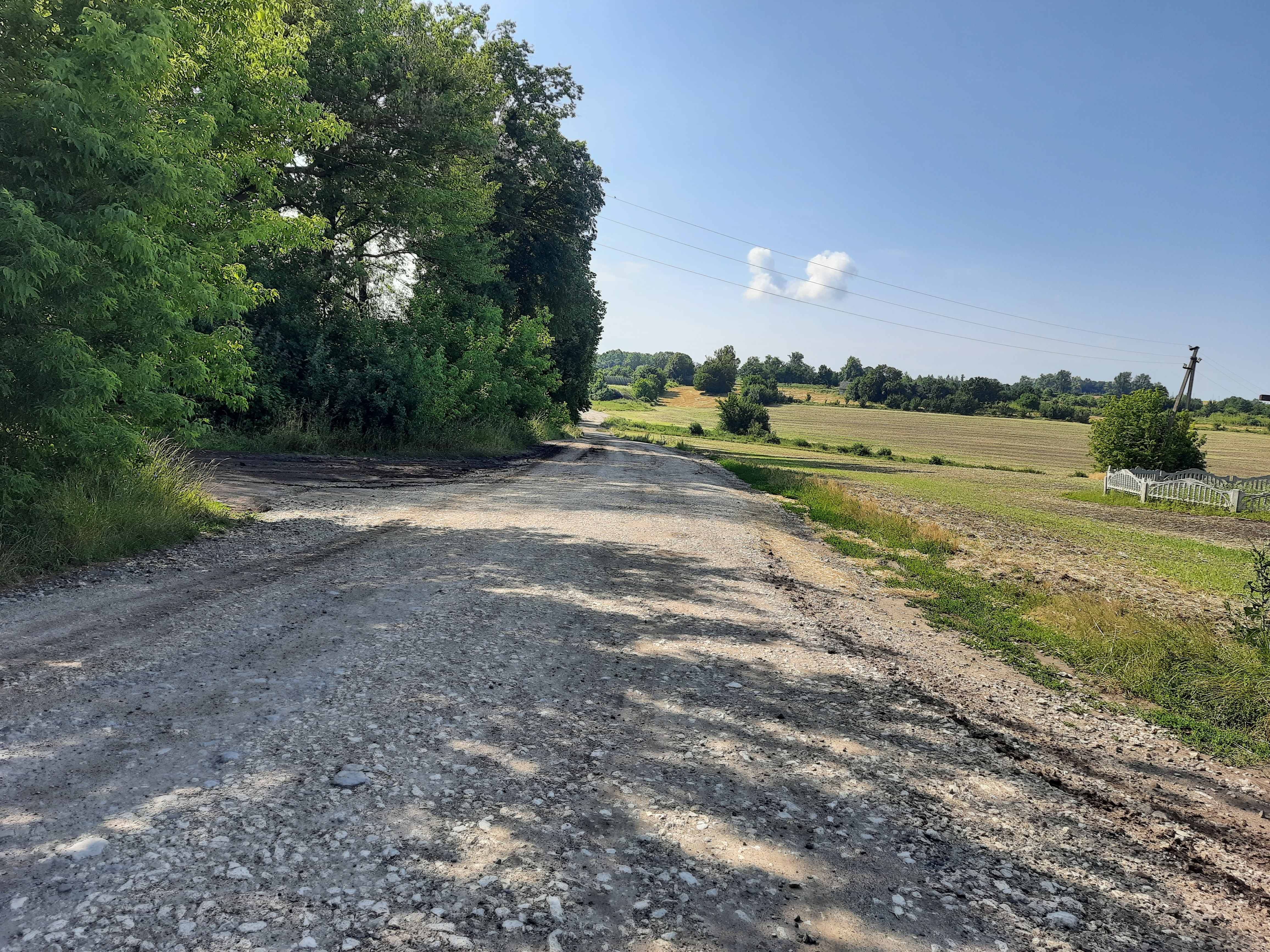
Околиця села
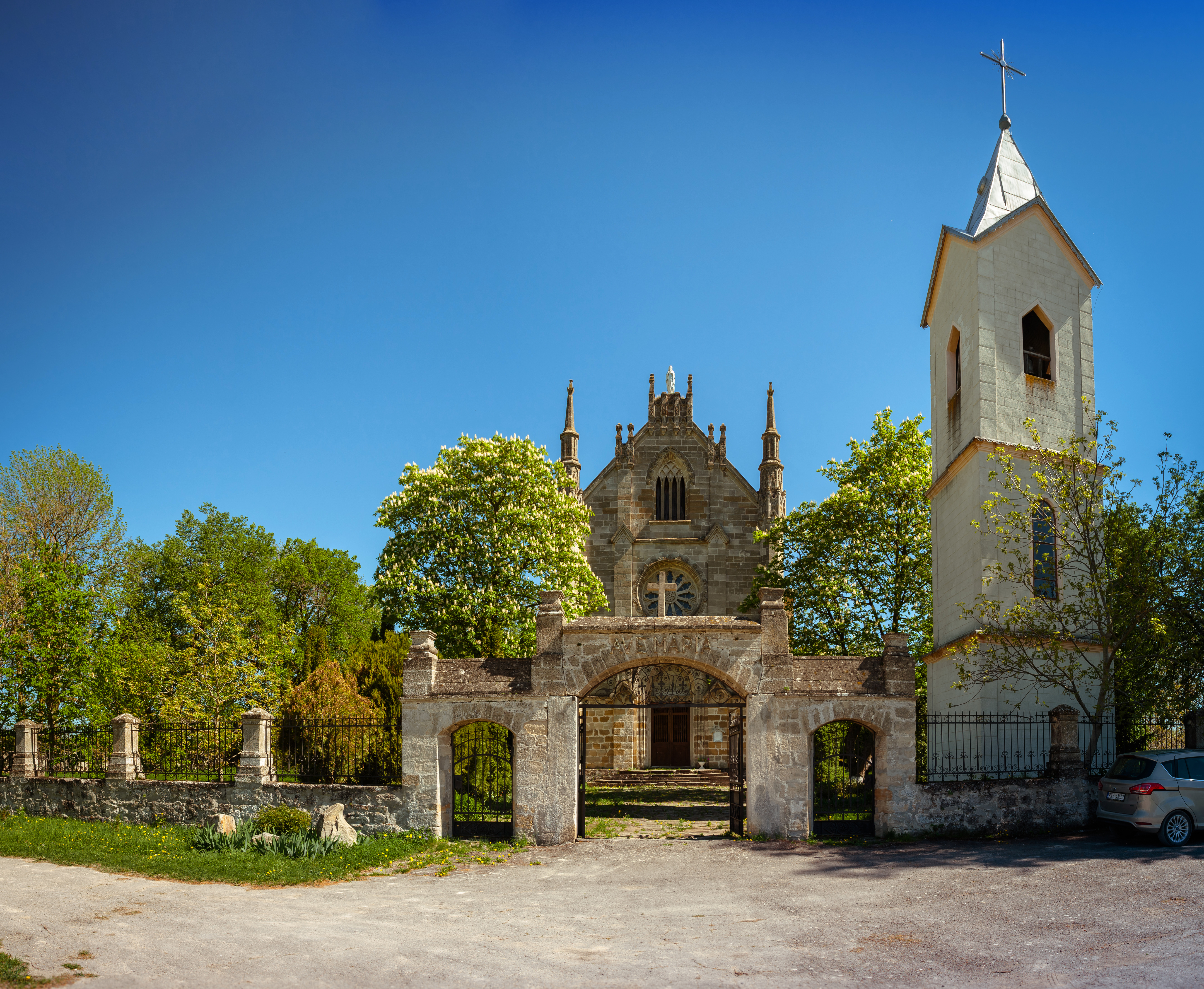
Загальний вид костелу
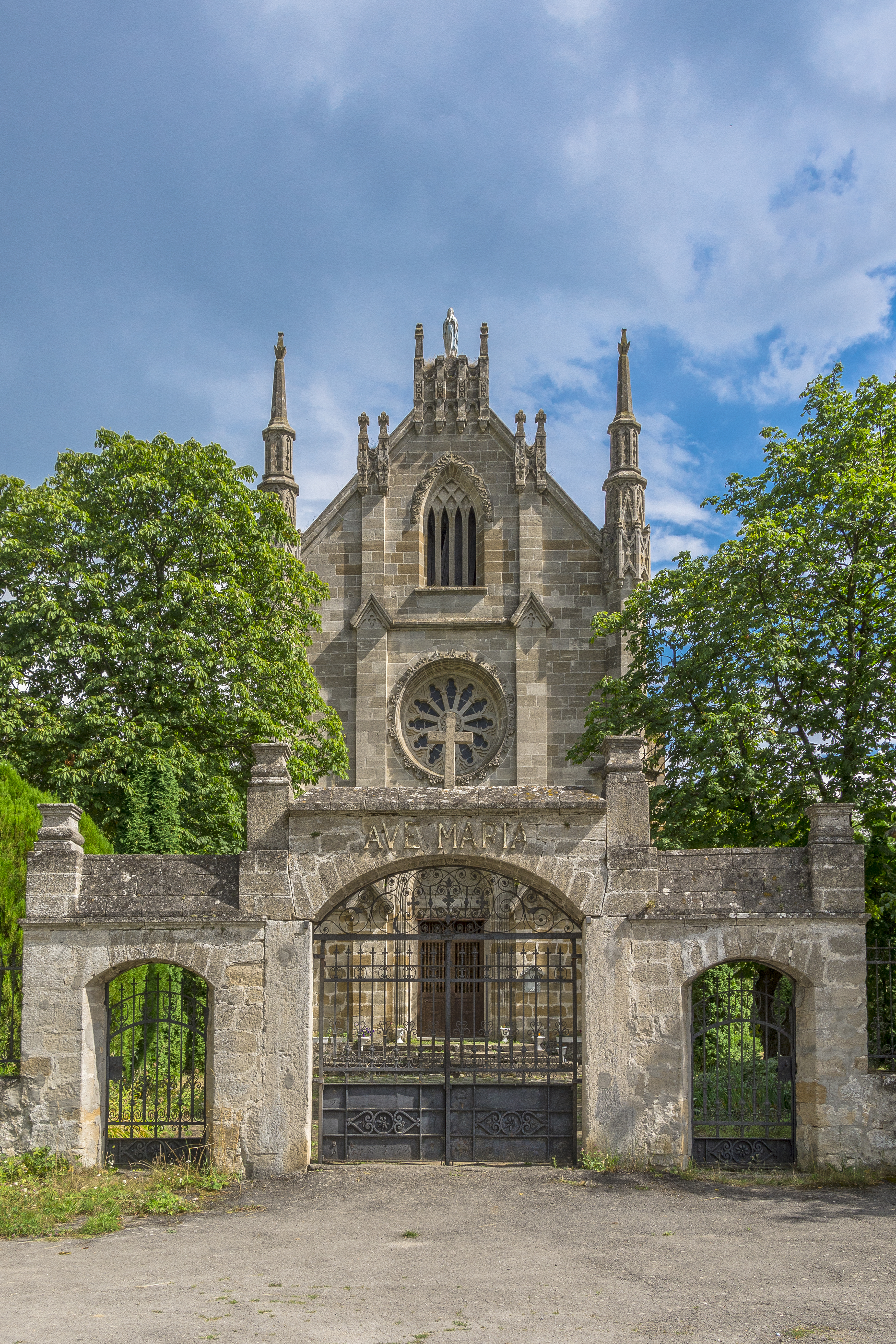
Брама
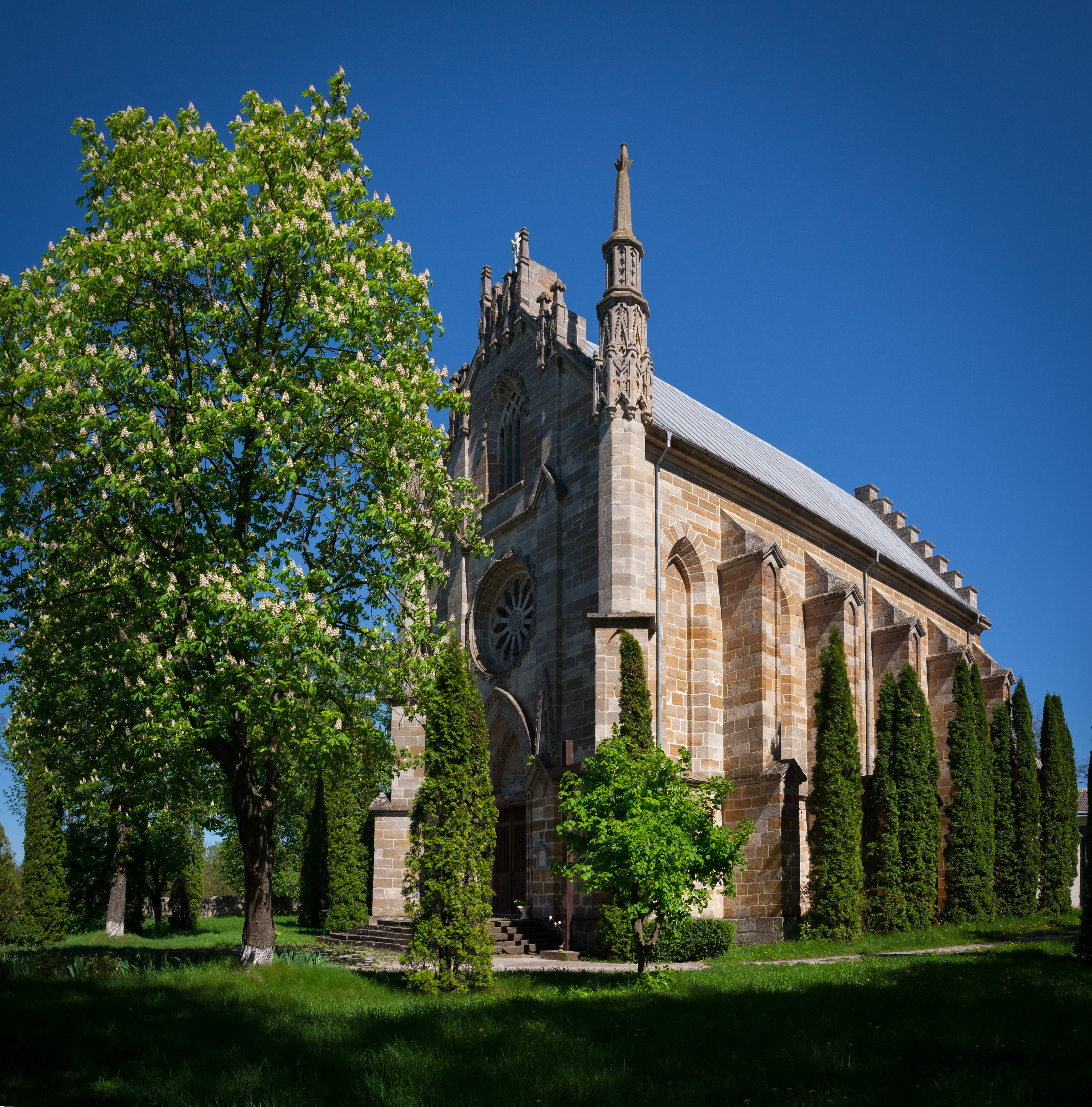
Вид з боку
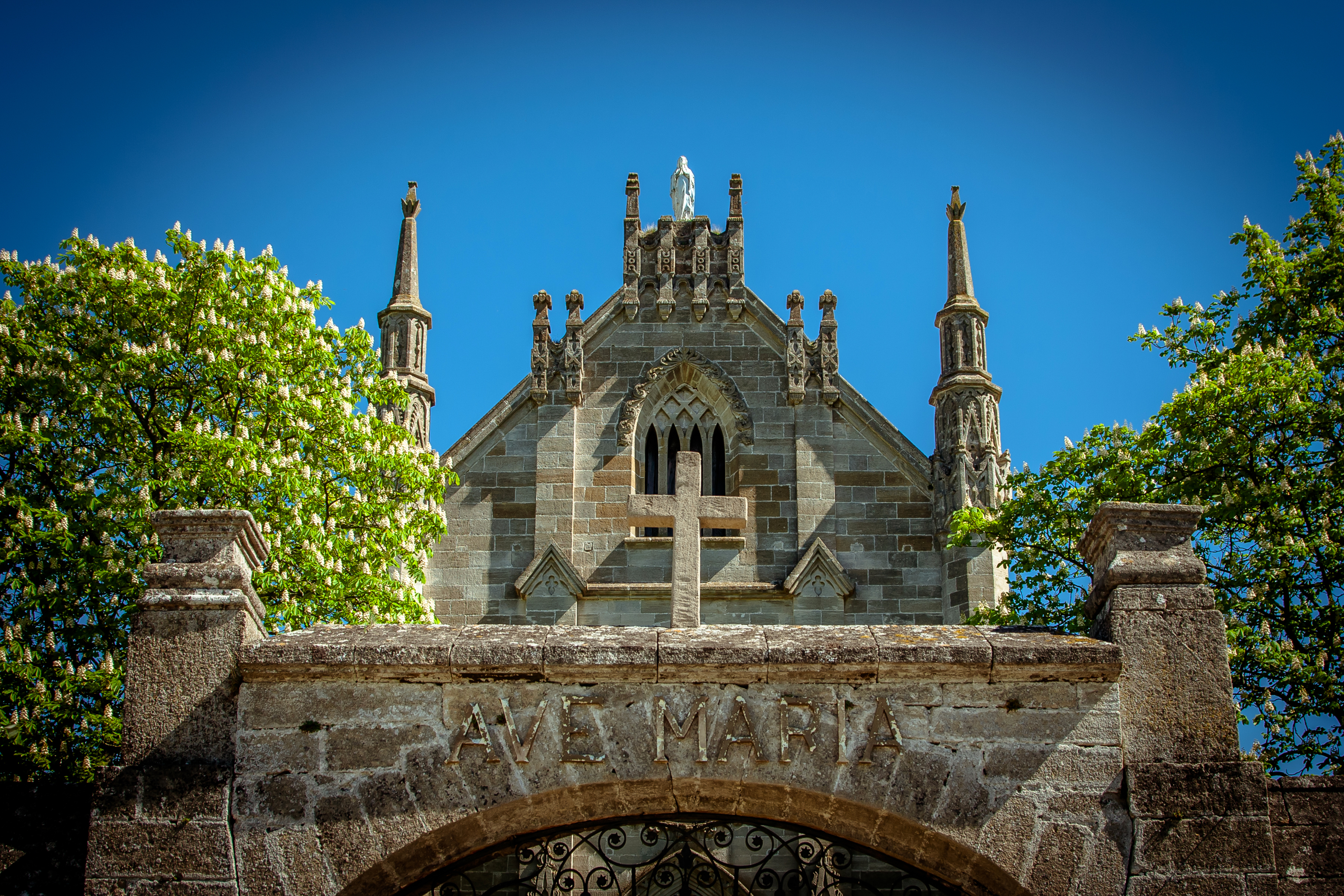
Вхід
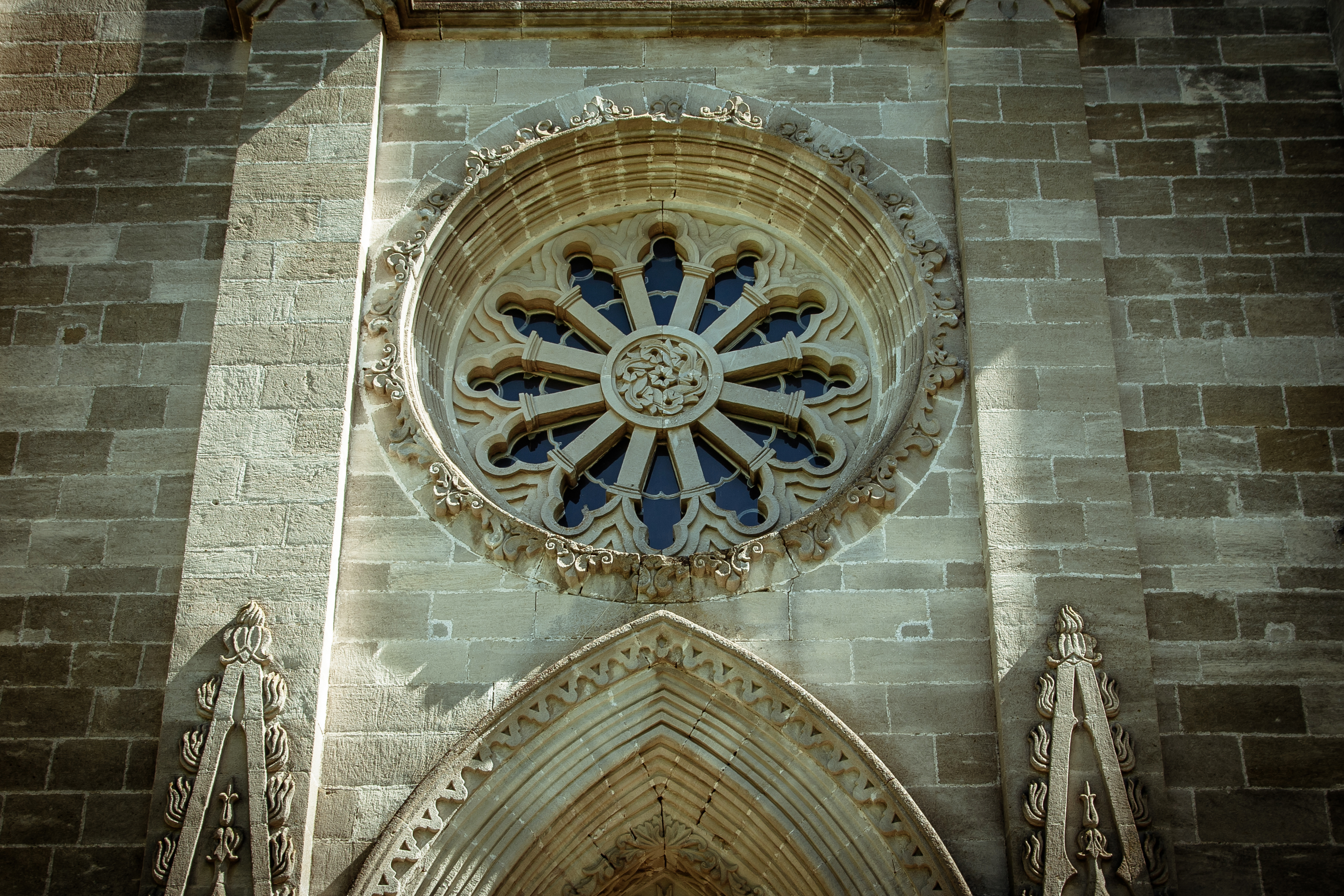
Вітраж
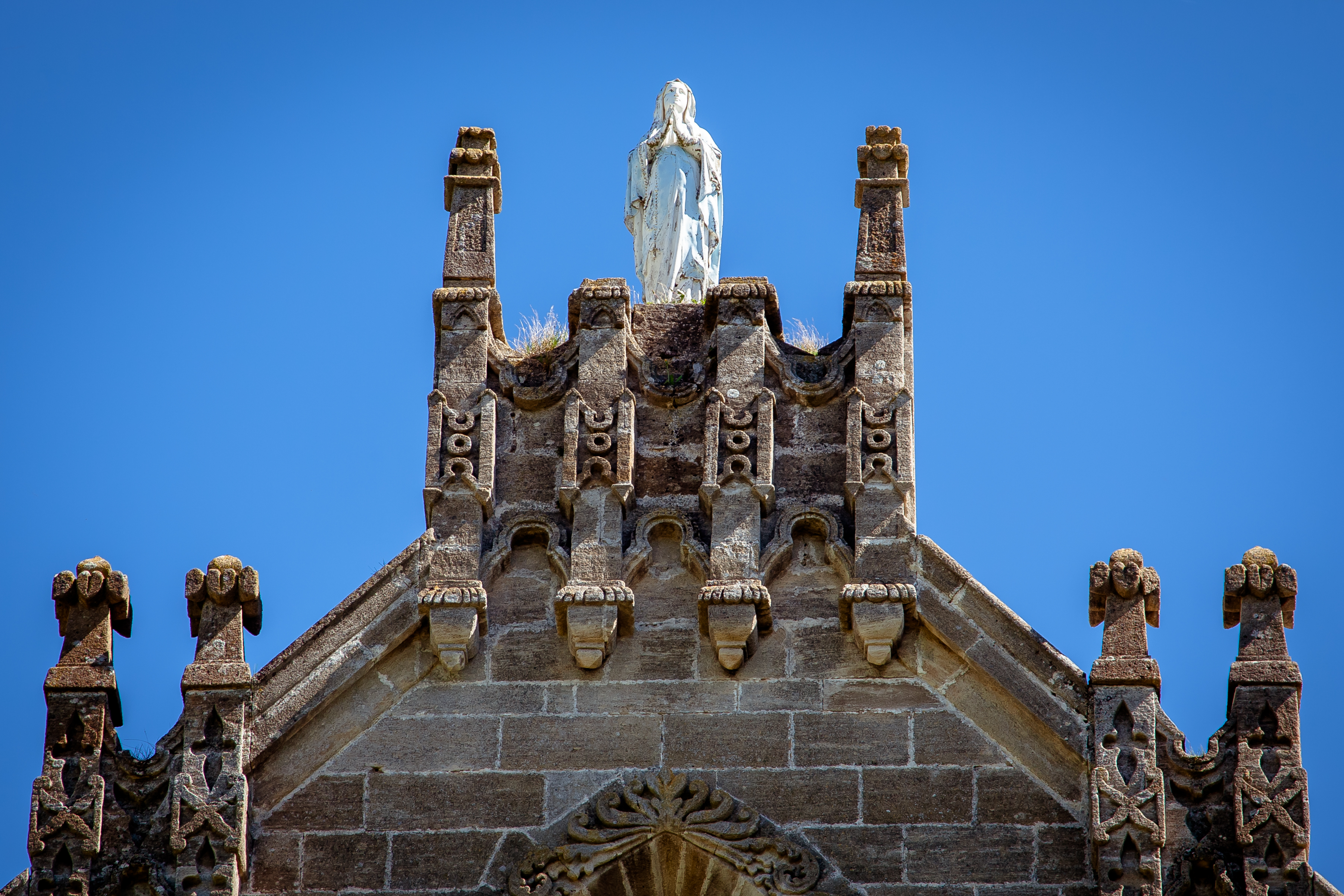
Фрагмент
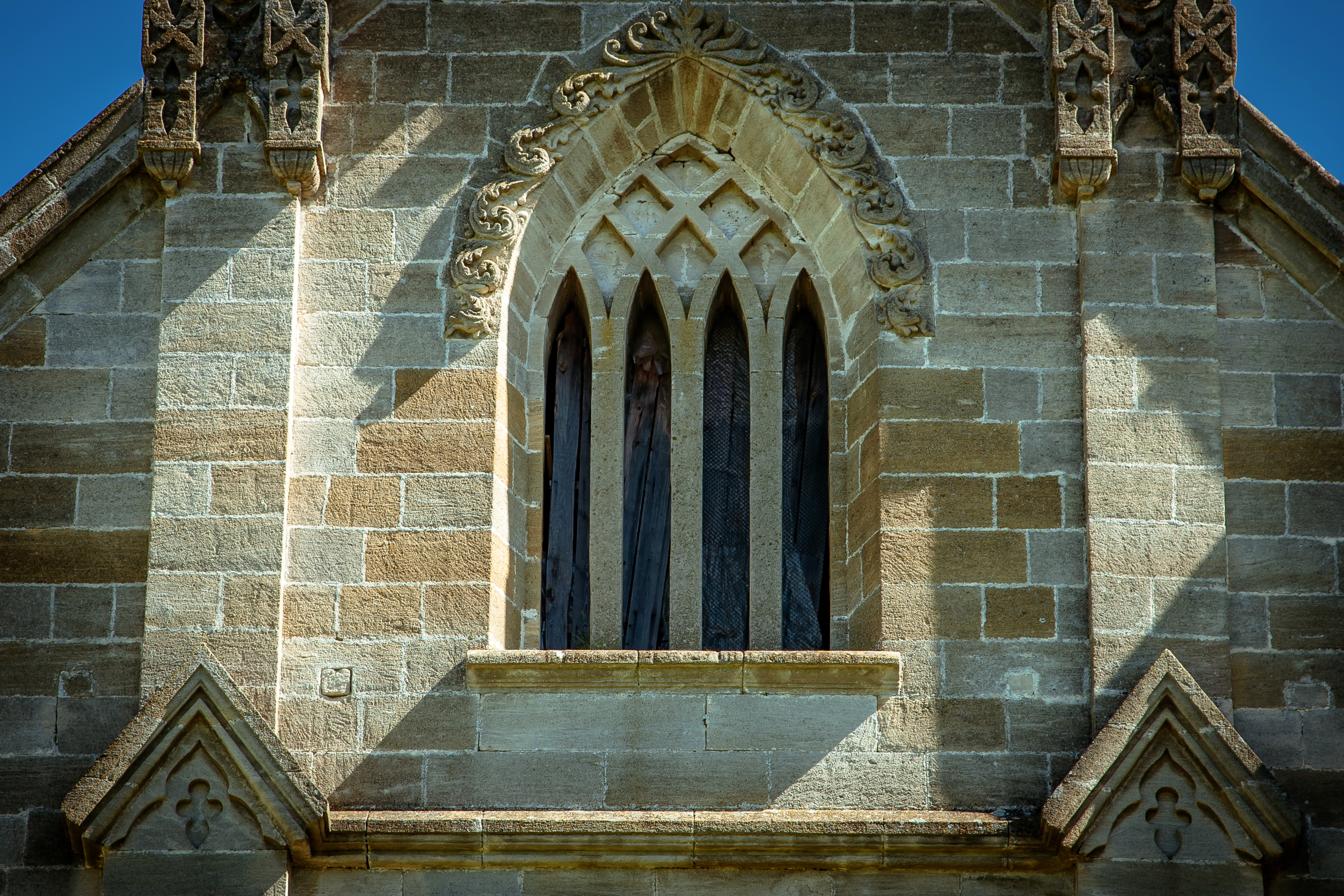
Елементи декору фасаду
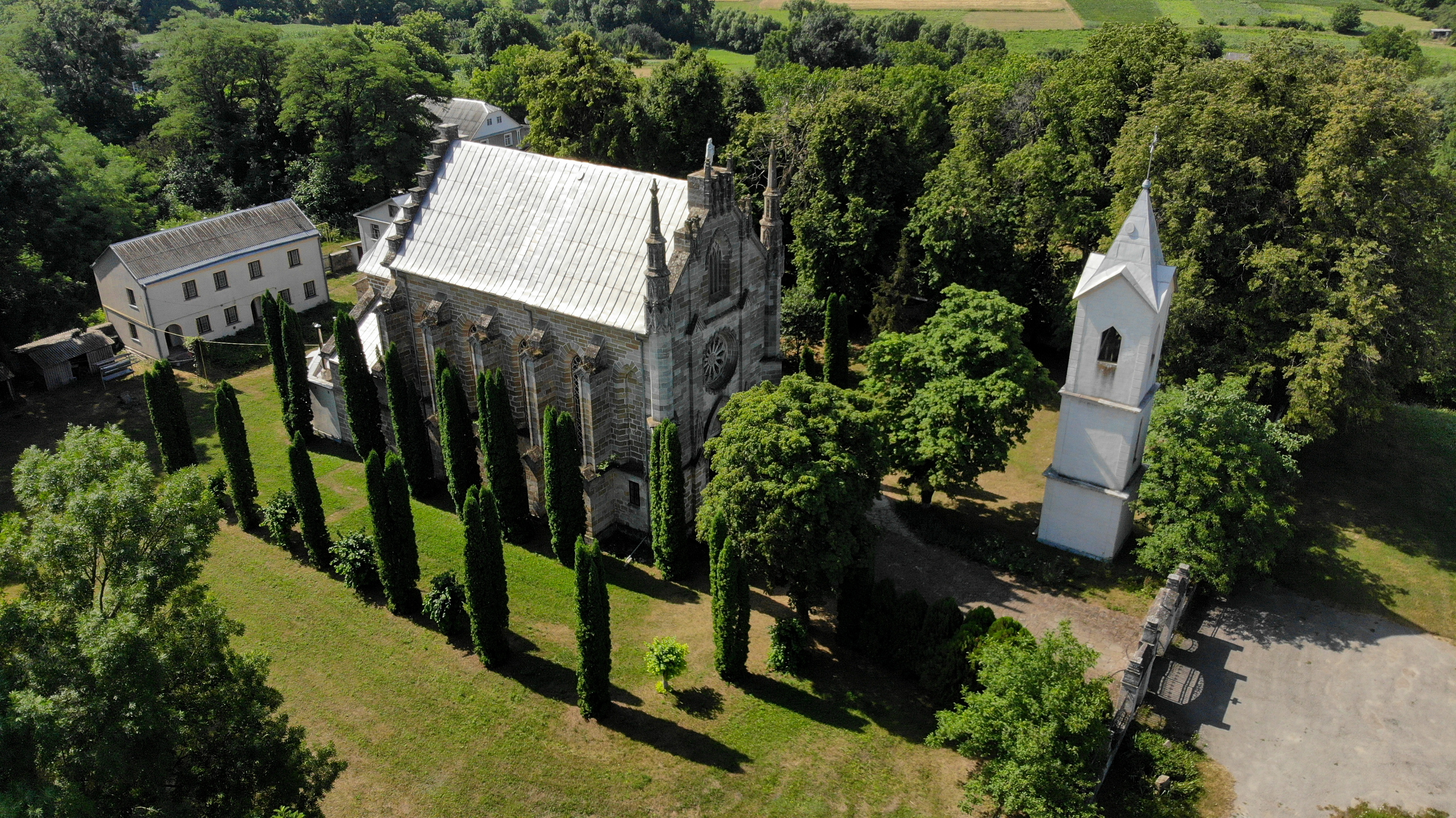
Вид з висоти
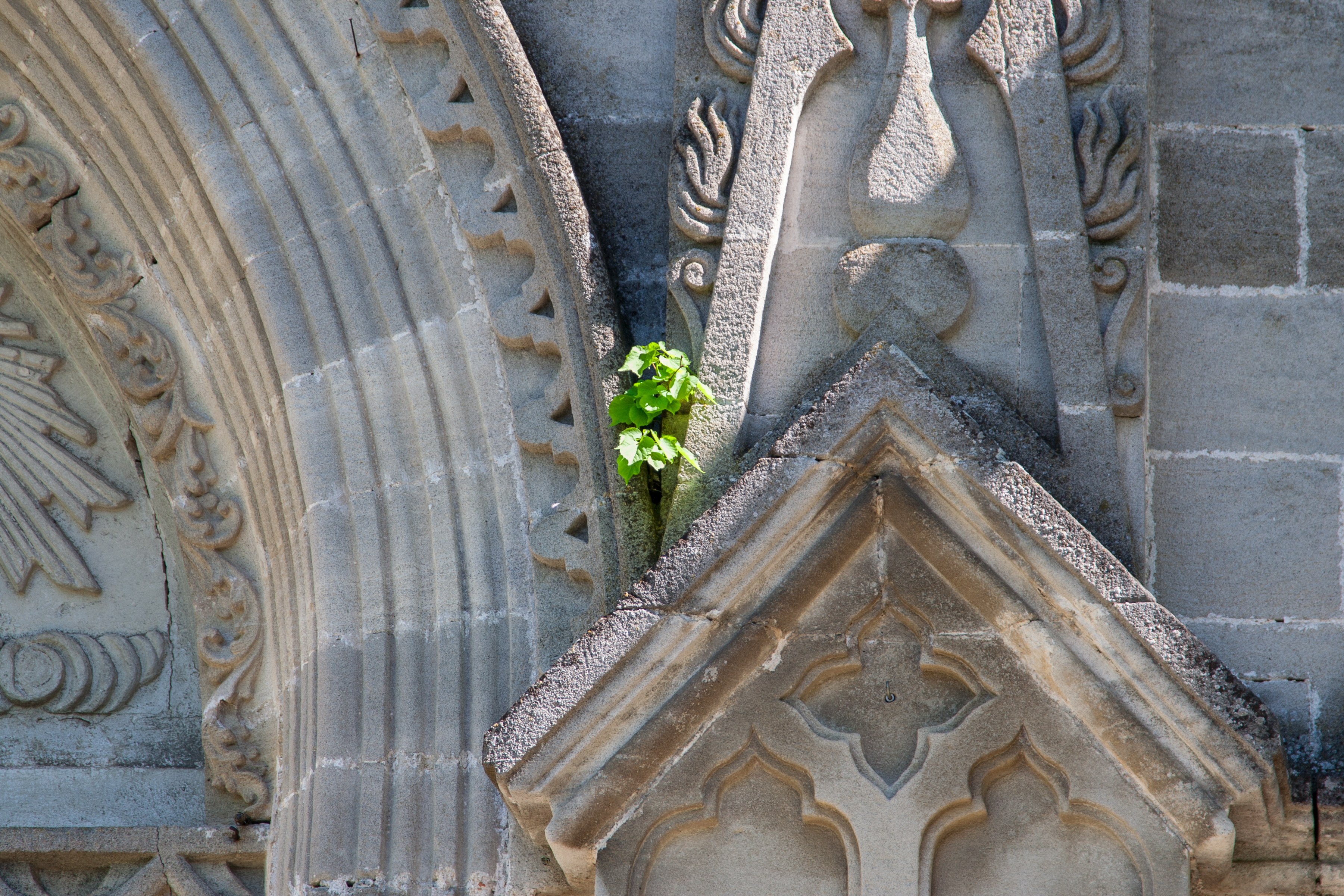
Фрагмент муру
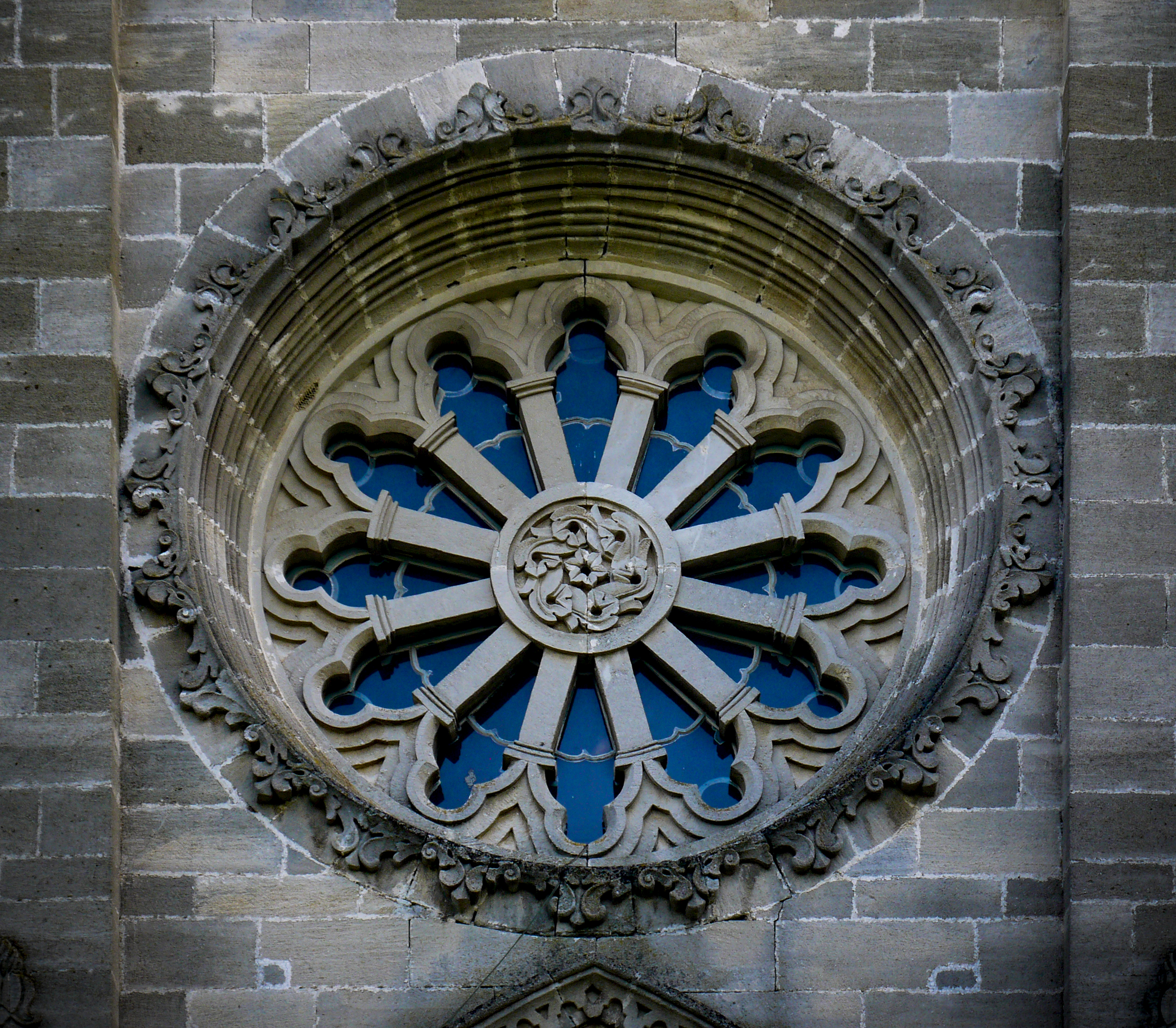
Елементи декору фасаду
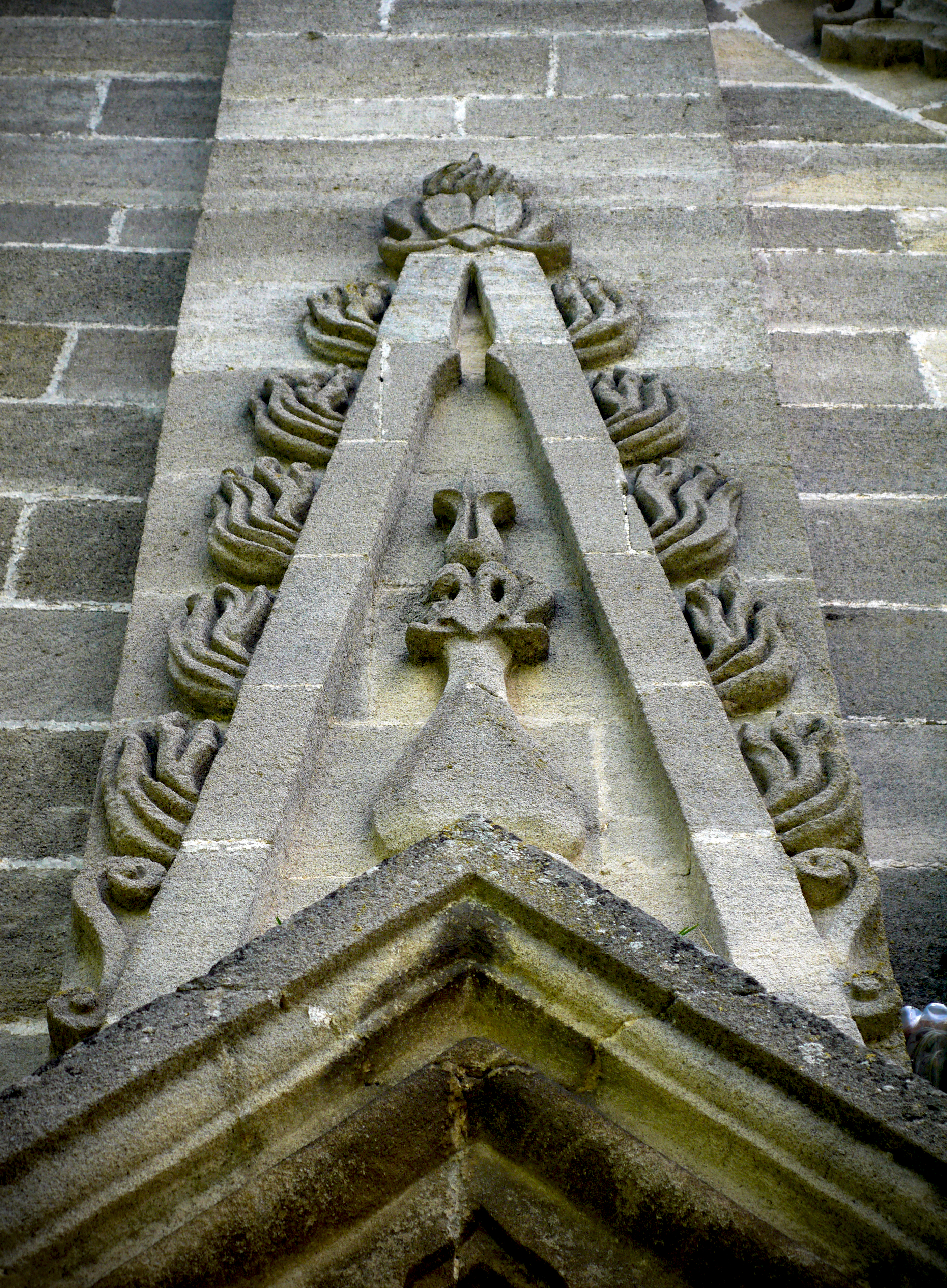
Фрагмент фасаду
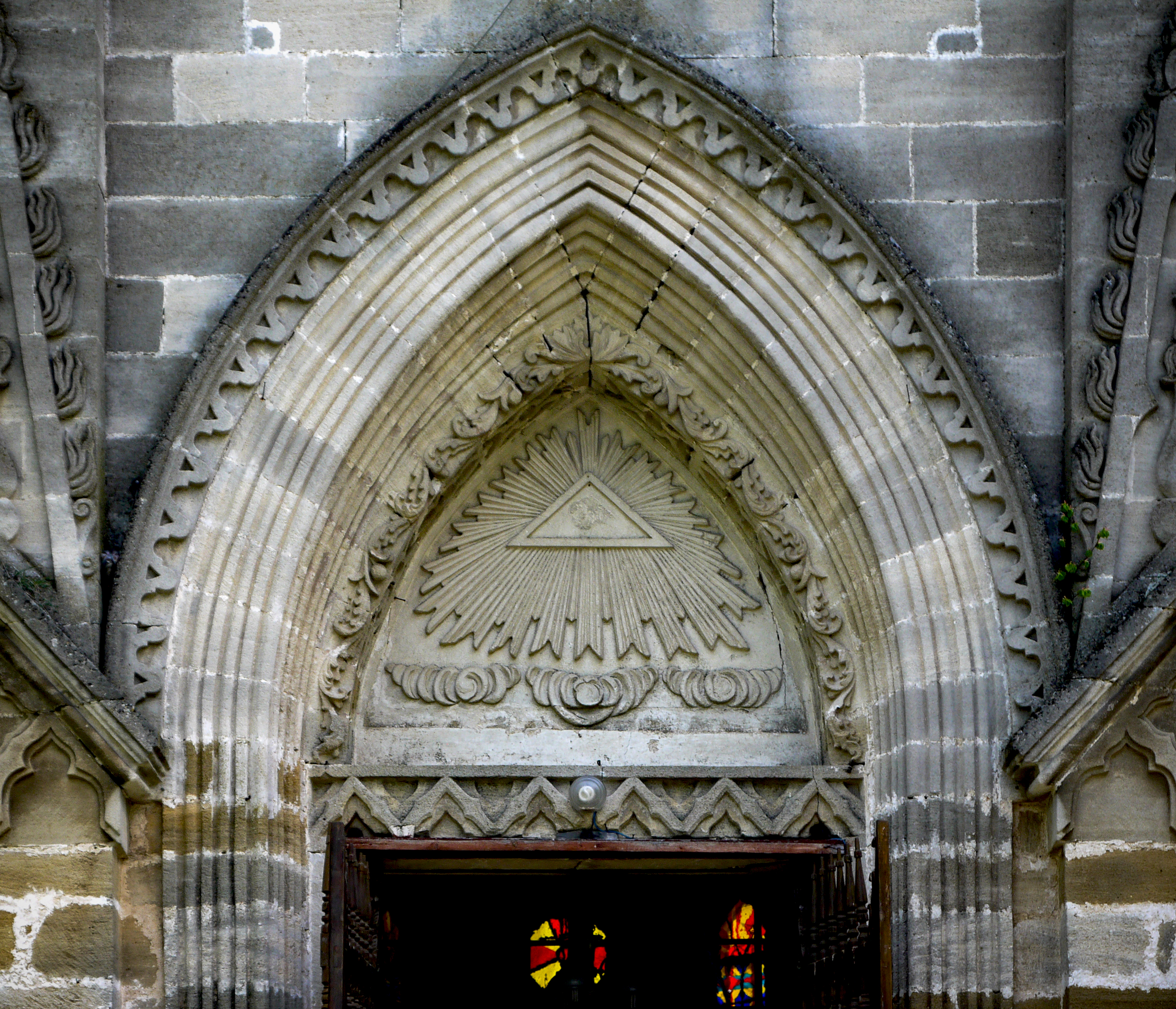
Елементи декору фасаду
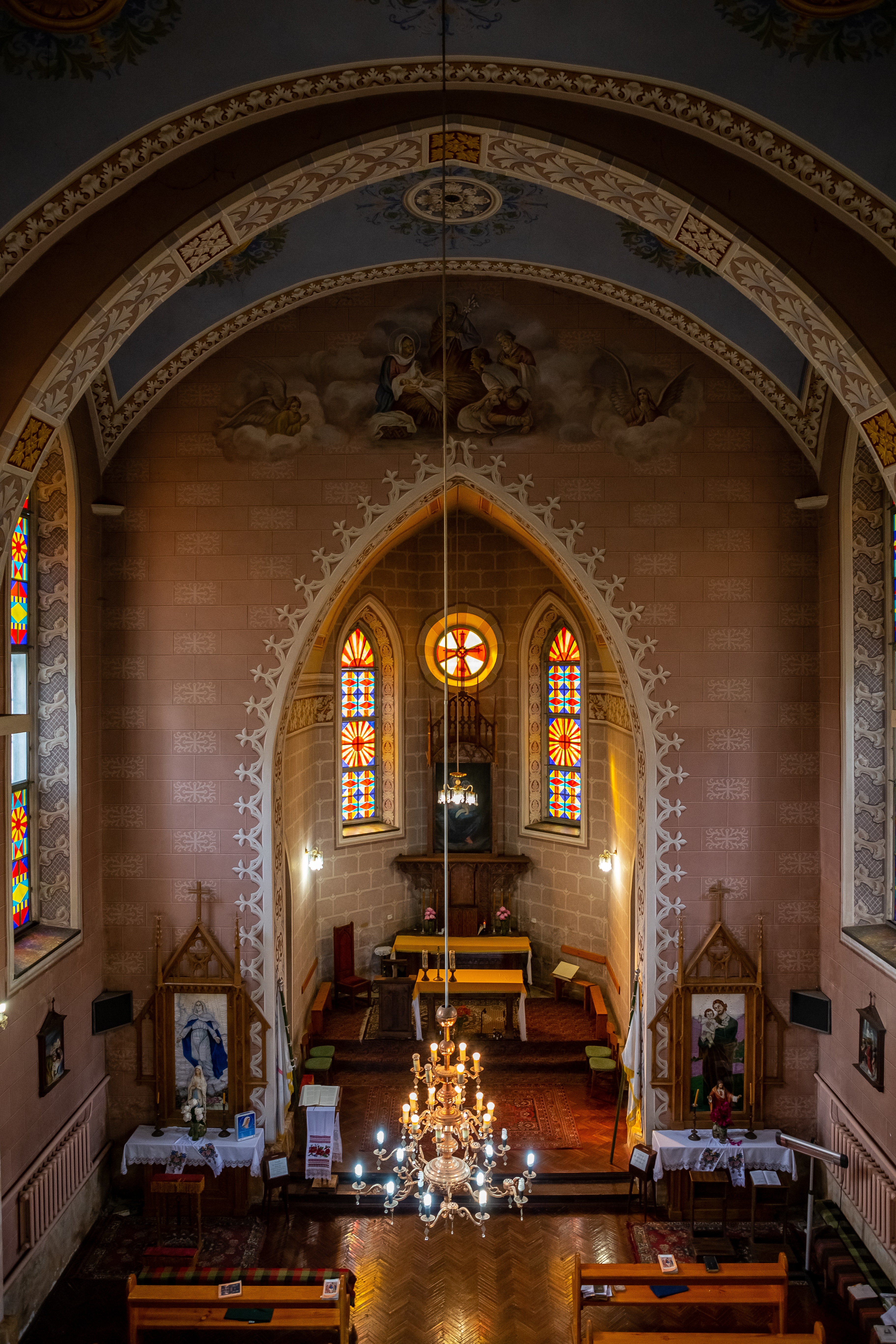
Всередині костелу
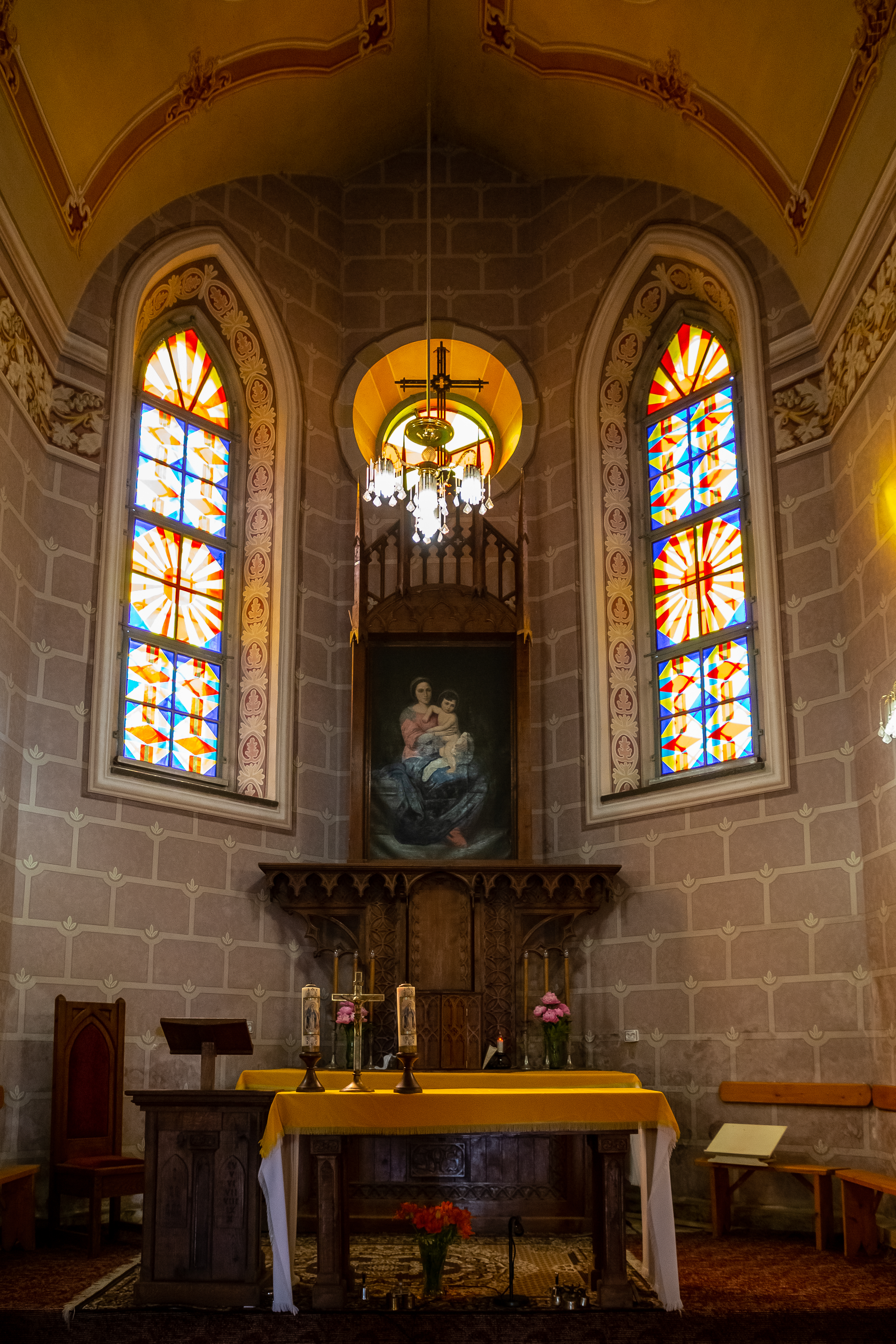
Вітражі і ікона
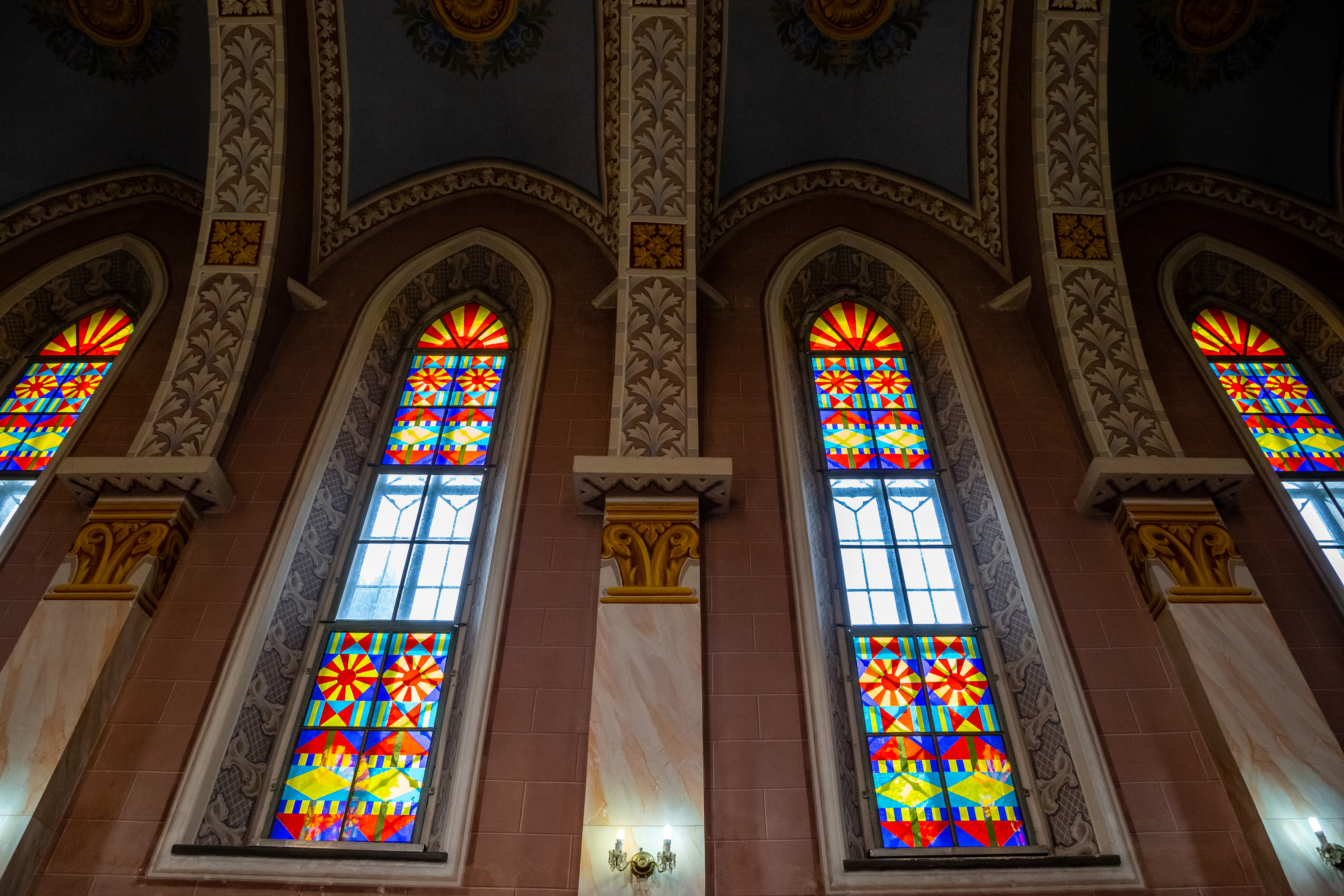
Вітражі
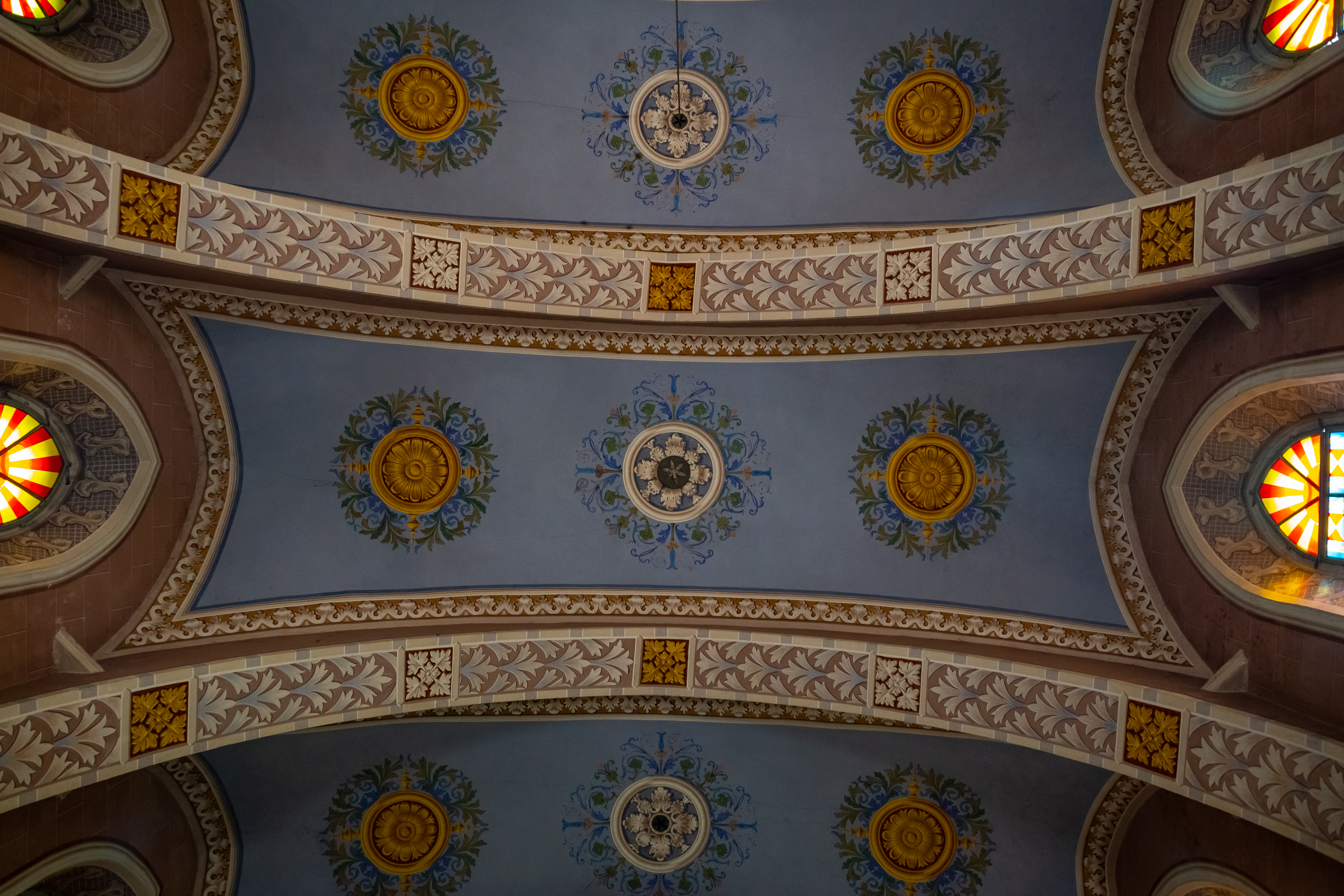
Розпис на стелі